# Cenk Özkacar
Cenk Özkacar (Izmir, 6 oktober 2000) is een Turks voetballer die onder contract ligt bij Valencia CF.

## Carrière

### Turkije
Özkacar genoot zijn jeugdopleiding bij Bucaspor, Altınordu FK en Altay SK. In het seizoen 2018/19 leende Altay hem uit aan de Turkse vierdeklasser Karacabey Belediyespor. Het seizoen daarop speelde Özkacar een seizoen in het eerste elftal van Altay, dat toen uitkwam in de TFF 1. Lig.

### Olympique Lyon
In augustus 2020 ondertekende hij een vijfjarig contract bij Olympique Lyonnais, dat anderhalf miljoen euro voor hem neertelde. In zijn eerste seizoen bij Lyon kwam hij slechts één keer in actie voor het eerste elftal: in de Coupe de France mocht hij in de kwartfinale tegen AS Monaco, die Lyon met 0-2 verloor, in de 80e minuut invallen voor Léo Dubois. Özkacar mocht dat seizoen ook twee keer meespelen in het B-elftal van Lyon in de Championnat National 2.

### OH Leuven
In juli 2021 leende Lyon hem voor één seizoen uit aan de Belgische eersteklasser Oud-Heverlee Leuven. De verdediger was ook in beeld bij KV Mechelen, maar het waren de Leuvenaars die de Turk binnenhaalden.
Na de verloren oefenwedstrijd tegen Fortuna Düsseldorf midden juli klonk het bij OHL-trainer Marc Brys nog dat Özkacar een serieuze conditionele achterstand had. Desondanks kreeg de Turkse verdediger op de openingsspeeldag meteen een basisplaats tegen Zulte Waregem. Brys liet na de wedstrijd optekenen dat hij tevreden was over de prestatie van Özkacar, die "amper tien trainingen in de benen had en goede beslissingen nam in de eerste helft". Brys liet hem een heel seizoen staan en sprak zich nadien lovend uit over de evolutie die Özkacar dat seizoen gemaakt had.

Ik vond het ongezien dat hij naar ons kwam, daar ga ik eerlijk in zijn. Ik heb hem eigenlijk heel hard aangepakt, omdat hij soms wat dromerig kon zijn en wel kon incasseren. En dat heeft gepakt. Zijn afgelegde parcours is heel sterk.

De prestaties van Özkacar, die tijdens de heenronde met twee kopbalgoals een aandeel had in de gelijke spelen tegen Antwerp FC (2-2) en Club Brugge (1-1), werden naar het einde van de reguliere competitie toe ook van buitenaf geloofd.